# Ynys Gifftan
Ynys Gifftan est une île du pays de Galles située dans le Gwynedd, entre Portmeirion et Talsarnau.
L'île, habitée jusqu'au milieu du XXe siècle, est aujourd'hui déserte.

## Étymologie
Le nom de l'île est composé du mot gallois Ynys (« Île ») et de Gifftan (« Cadeau d'Anne »).[réf. nécessaire]

## Histoire
Au début du XVIIIe siècle, la reine Anne fit don de l'île aux ancêtres de Jasset David Cody Ormsby-Gore, 7e Baron Harlech (en).